# Pietro Marchetti (medico)
Pietro Marchetti, noto anche come Petrus de Marchettis o de Marchetis (Padova, 1589 – Padova, 16 aprile 1673), è stato un chirurgo, anatomista e medico italiano.
Secondo lo storico della medicina inglese Edward Withington è stato il chirurgo italiano più importante del Seicento.

## Biografia
Studiò all'Università di Padova dove si laureò in medicina e dove fu allievo di Girolamo Fabrici d'Acquapendente.
Dal 28 febbraio 1652 divenne professore di anatomia e chirurgia nell'Ateneo patavino.
Profondo conoscitore dell'anatomia, fu in chirurgia un ardito innovatore.
I suoi contributi scientifici riguardano la chirurgia epatica, la chirurgia ortopedica, le ferite d'arma da fuoco e la neurochirurgia, per cui praticò la trapanazione del cranio nella cura dell'epilessia post traumatica. Si occupò anche di fistole intestinali ed anali, di ulcere e fistole dell'uretere e di spina bifida. Sue opere furono tradotte in inglese, tedesco e francese.
Nel 1669, al compimento degli 80 anni d'età, si ritirò dall'insegnamento, lasciando la cattedra dal figlio Antonio Marchetti.
Venne sepolto, con grandi onoranze, nella Basilica di S. Antonio.

## Opere principali
- Noua observatio, et curatio chirurgica, Patavii: Typ. J. B. Pasquati, 1654
- Anatomia, Venetiis, 1654
- Tendinis flexoris pollicis ab equo evulsi observatio, 1658
- Observationum Medico-Chirurgicarum rariorum sylloge, Patavii, typis Matthaei de Cadorinis, 1664, 1685; Amstelodami, 1665; Londini, 1729; Nuremberg, 1673
- Recueil d'observations rares de médecine et de chirurgie, par Pierre de Marchettis, (a cura di Auguste Warmont), Paris, A. Coccoz libraire, 1858
- Observationum Medico-Chirurgicarum rariorum sylloge, Patavii: typis Iacobi de Cadorinis, 1675